# Jean Huré
Jean Huré (Gien, Loiret, 17 de setembre de 1877 - París, 27 de gener de 1930) fou un organista, teòric musical, musicòleg i compositor francès.
Es va distingir com a organista de concert, i durant alguns anys desenvolupà aquest càrrec com a titular de l'església de Sant Martí de París. Va compondre conc òperes, diverses simfonies, sonates, quartets, trios, melodies per a cant i piano, i el 1900 aconseguí el premi Gounod amb una sonata per a violí i piano. Entre d'altres llibres va publicar Les dogmes musicales; Les lois naturelles dans la Musique, i Saint Augustin musicien (París, 1915).